# Zinaida Sjachovskaja
Zinaida Aleksejevna Sjachovskaja (ryska: Зинаида Алексеевна Шаховская, franska: Zinaïda Schakovskoy), född 30 augusti (12 september, enligt g.s.) 1906 i Moskva i Ryssland, död 8 juni 2001 i Sainte-Geneviève-des-Bois i Frankrike, var en exilrysk fransk författare. Hon är bland annat känd för sina memoarer om hur hon upplevde den ryska revolutionen, och sin flykt från Ryssland 1920.
Född i en furstlig familj lämnade hon med sin mor och systrar 1920 Novorossijsk för Konstantinopel, där hon studerade vid internatskolan American College for Girls. 